# Lill-Tjärusjön
Lill-Tjärusjön är en sjö i Ånge kommun i Medelpad och ingår i Ljungans huvudavrinningsområde. Sjön har en area på 0,267 kvadratkilometer och ligger 247,3 meter över havet. Sjön avvattnas av vattendraget Stor-Tjärsjöån.

## Delavrinningsområde
Lill-Tjärusjön ingår i det delavrinningsområde (693104-146896) som SMHI kallar för Mynnar i Lill-Tjärusjön. Medelhöjden är 263 meter över havet och ytan är 1,22 kvadratkilometer. Räknas de 6 avrinningsområdena uppströms in blir den ackumulerade arean 40,21 kvadratkilometer. Stor-Tjärsjöån som avvattnar avrinningsområdet har biflödesordning 2, vilket innebär att vattnet flödar genom totalt 2 vattendrag innan det når havet efter 151 kilometer. Avrinningsområdet består mestadels av skog (30 procent). Avrinningsområdet har 0,24 kvadratkilometer vattenytor vilket ger det en sjöprocent på 19,5 procent.